# Angels Flight
| Angels Flight, Los Angeles                                 | Angels Flight, Los Angeles |
| ---------------------------------------------------------- | -------------------------- |
| Die Angels-Flight-Strecke am ursprünglichen Standort, 1903 |                            |
| Streckenlänge:                                             | 0,091 km                   |
| Spurweite:                                                 | 762 mm (Schmalspur)        |
|                                                            |                            |

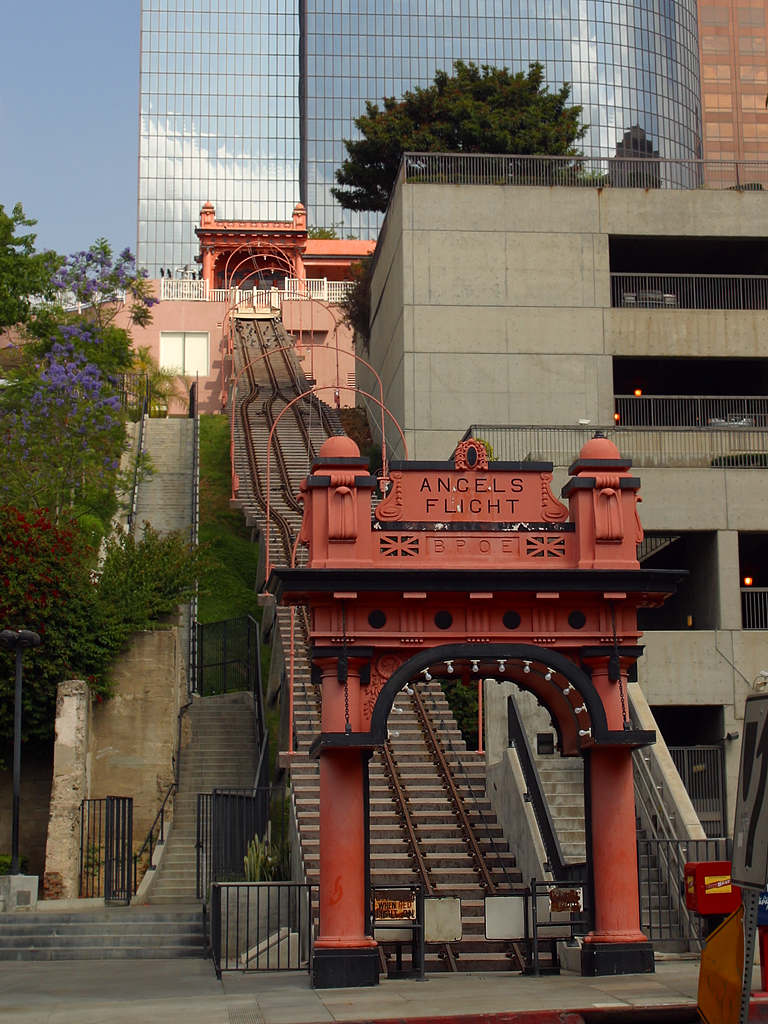
Die 1996 wieder aufgebaute Anlage, hier zur Zeit der Stilllegung in den 2000er Jahren ohne Wagen

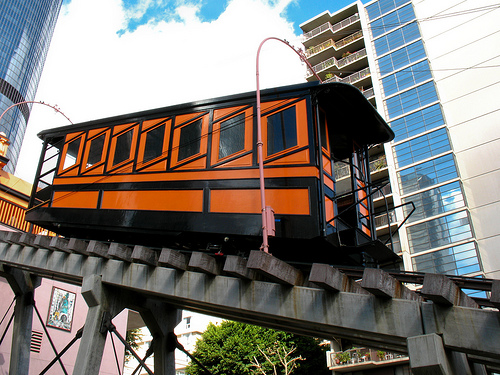
Waggon des Angels Flight

Angels Flight ist der Name einer historischen Standseilbahn mit einer Spurweite von 762 mm am Bunker Hill in Downtown Los Angeles im US-Bundesstaat Kalifornien. Die Bahn galt bei ihrer Eröffnung 1901 mit einer Streckenlänge von damals knapp 100 Metern als kürzeste Bahnstrecke der Welt. Die Standseilbahn Zagreb ist allerdings schon seit 1893 in Betrieb und nur 66 Meter lang. Angels Flight war Drehort zahlreicher Hollywood-Filmproduktionen.

## Geschichte

Gleisschema des Angels Flight, die grüne Schiene wird gemeinsam benutzt

Die Bahn wurde 1901 als Los Angeles Incline Railway in Betrieb genommen. Sie verband über eine Strecke von knapp 100 Metern Länge die Hill Street/Third Street und die Olive Street und überwand eine Steigung von 33 %. Zwei an einem gemeinsamen Seil geführte, nach den biblischen Bergen Olivet und Sinai benannte Wagen fuhren gegenläufig auf einer mit drei Schienensträngen versehenen Strecke. Die mittlere Schiene wurde von beiden Fahrtrichtungen gemeinsam benutzt und die Wagen passierten einander an einer mittig liegenden Ausweichstelle.
1962 wurde die Bahn als Los Angeles Historic-Cultural Monument ausgezeichnet. Damit gehörte sie zu den ersten Objekten (Nr. 4), die die neu gegründete Denkmalschutzbehörde der Stadt (Cultural Heritage Board) würdigte. Da es Ende der 1960er-Jahre zu einer grundlegenden Neugestaltung des heruntergekommenen Wohngebietes am Bunker Hill kam, wurde der Betrieb der Bahn 1969 eingestellt. Die Bahn wurde demontiert und ihre Einzelteile wurden eingelagert.
1996 wurde die Anlage an anderer Stelle wiedererrichtet. Seitdem verbindet die heute 91 Meter lange Strecke die Hill Street mit der California Plaza. Nachdem im Februar 2001 das Seil riss und beim darauf folgenden Zusammenstoß der beiden Wagen ein Fahrgast getötet und weitere verletzt wurden, wurde die Bahn bis zur Wiedereröffnung im Jahr 2010 geschlossen.
Nach grundlegender Überarbeitung der Sicherheits- und Bremssysteme und der folgenden Wiedereröffnung wurde die Bahn am 5. September 2013 nach einer Entgleisung eines der beiden Wagen im Mittelteil wieder außer Betrieb genommen.
Die Ursache war neben der unzulässigen Inaktivierung von Sicherheitssystemen auch im hohen Verschleiß der Spurkränze zu sehen. Da die Wagen über keine Drehgestelle verfügten, rieben die Spurkränze an den Bögen im Bereich der Ausweichstelle sehr stark an den Schienenköpfen, sodass die Räder schließlich aufkletterten und ein Wagen entgleiste.

## Rezeption

### Kunst
Angel’s Flight ist der Name eines Ölgemäldes von Millard Sheets aus dem Jahr 1931. Es zeigt zwei junge Frauen, die von der Plattform eines Standseilbahnwaggons auf die Stadt hinunterblicken, und ist im Los Angeles County Museum of Art ausgestellt.

### Film
Angels Flight war Dreh- und Handlungsort vieler Filmproduktionen:
- Good Night, Nurse (1916) mit Neal Burns und Stella Adams
- Up She Goes (1918) mit Billie Rhodes
- All Jazzed Up (1920) mit Bobby Vernon und Helen Darling
- The Impatient Maiden (1932) von James Whale mit Mae Clarke und Una Merkel
- Ehebruch (The Unfaithful, 1947) mit Marta Mitrovich und Ann Sheridan
- Gewagtes Alibi (Criss Cross, 1948) mit Dan Duryea, Burt Lancaster und Yvonne De Carlo
- Der Mann mit der Narbe (Hollow Triumph, 1948) mit Paul Henreid
- Die Nacht hat tausend Augen (Night Has A Thousand Eyes, 1948) mit Edward G. Robinson
- Akt der Gewalt (Act of Violence, 1949) mit Van Heflin
- Once a Thief (1950) mit June Havoc und Cesar Romero
- Unter Einsatz des Lebens (Southside 1:1000, 1950) mit George Tobias und Don DeFore
- M (1951) mit David Wayne
- The Turning Point (1952) mit William Holden und Alexis Smith
- Die Glenn-Miller-Story (The Glenn Miller Story, 1953) mit James Stewart und Harry Morgan[8]
- Schrei des Gejagten (Cry of the Hunted, 1953) mit Vittorio Gassman und William Conrad
- Kiss Me Deadly (1955) mit Ralph Meeker
- The Indestructible Man (1956) mit Lon Chaney Jr. und Marian Carr
- Kleiner Laden voller Schrecken (The Little Shop of Horrors, 1960) von Roger Corman mit Jonathan Haze
- The Exiles (1961) von Kent Mackenzie
- The Incredibly Strange Creatures Who Stopped Living and Became Mixed Up Zombies! (1964) von Ray Dennis Steckler mit Cash Flagg
- Perry Mason (Fernsehserie, Episode: The Case of the Twice-Told Twist, 1966)
- Goldfalle (The Money Trap, 1966) mit Glenn Ford
- The Outsider (Fernsehserie, eine Folge, 1967)
- Stadt der Engel (City of Angels, 1998) mit Nicolas Cage und Meg Ryan
- Los Angeles Plays Itself (2005), Dokumentarfilm von Thom Andersen[12]
- Die Muppets (The Muppets, 2011)
- La La Land (2016) mit Emma Stone und Ryan Gosling[8]
- Bosch / 4. Staffel (2018), mit Titus Welliver[8]